# Neleothymus acutus
Neleothymus acutus là một loài tò vò trong họ Ichneumonidae.